# Аджит Сінґг Бгоґал
Аджит Сінґг Бгоґал (5 листопада 1942) — угандійський спортсмен.
Учасник Олімпійських Ігор 1972 року.